# Tipografía

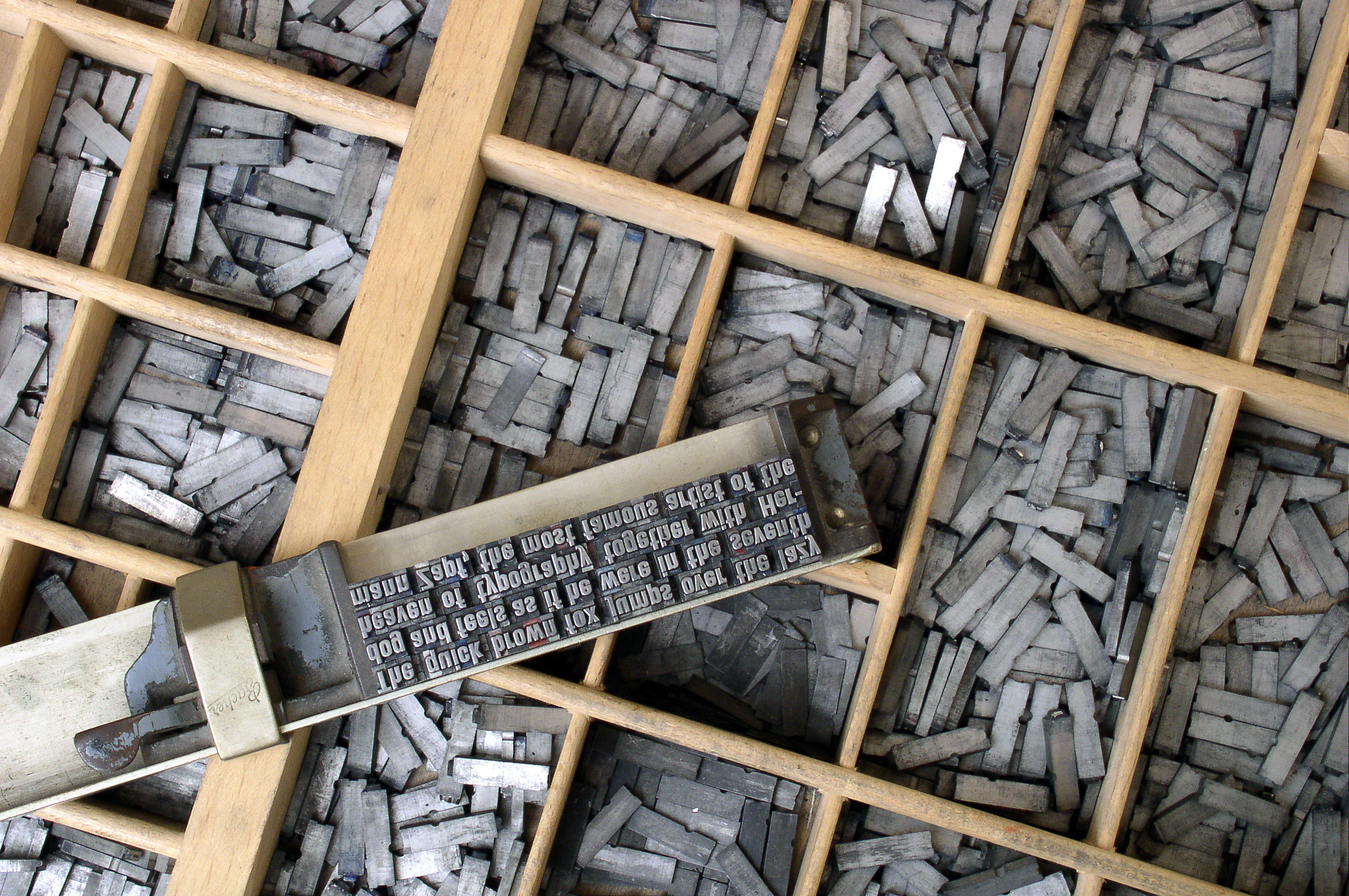
Caracteres tipográficos metálicos.

La tipografía (del griego τύπος [típos], ‘golpe’ o ‘huella’, y γράφω [gráfο], ‘escribir’) es el arte y la técnica en el manejo y en la selección de tipos para crear trabajos de impresión.
El tipógrafo Stanley Morison la definió como:

Arte de disponer correctamente el material de imprimir, de acuerdo con un propósito específico: el de colocar las letras, repartir el espacio y organizar los tipos con vistas a prestar al lector la máxima ayuda para la comprensión del texto escrito verbalmente.
Morison (1936)

Al método de impresión que hace uso de tipos también se le denomina «tipografía» o «impresión tipográfica» (letterpress) en contraposición a otros métodos existentes, tales como impresión ófset, impresión digital, etc.

## Definiciones de tipografía
Se denomina tipografía a la tarea u oficio y a la industria que se ocupa de la elección y el uso de tipos (letras diseñadas con unidad de estilo) para desarrollar una labor de impresión, la cual hace referencia a los elementos letras, números y símbolos pertenecientes a un contenido impreso, ya sea en soporte físico o digital.
Es importante tener presente qué se quiere comunicar, porque ello definirá qué tipo es el más representativo para la intención buscada.
Microtipografía o tipografía del detalleEl término Mikrotypografie (‘microtipografía’) se aplicó por primera vez en un discurso dado en la Sociedad Tipográfica de Múnich. Se ha generalizado desde entonces en la literatura especializada. No obstante, se puede sustituir asimismo por una palabra inglesa, Detailtypografie («tipografía del detalle»). Comprende los siguientes rubros: la letra, el espacio entre letras, la palabra, el espacio entre las palabras, el interlineado y la columna. Tiene tres importantes funciones: el peso visual, el interletrado y el interlineado.
MacrotipografíaLa macrotipografía se centra en el tipo de letra, el estilo de la letra y en el cuerpo de la letra.
Tipografía de ediciónReúne las cuestiones tipográficas relacionadas con las familias, el tamaño de las letras, los espacios entre las letras y las palabras; intertipo e interlínea y la medida de línea y columna o caja, es decir aquellas unidades que conceden un carácter normativo.
Tipografía creativaEsta contempla la comunicación como una metáfora visual, donde el texto no solo tiene una funcionalidad lingüística, y donde a veces, se representa de forma gráfica, como si se tratara de una imagen.

## Historia
- Para antes de la invención de la imprenta, véanse: Manuscrito y Caligrafía.

### Gótico y Renacimiento

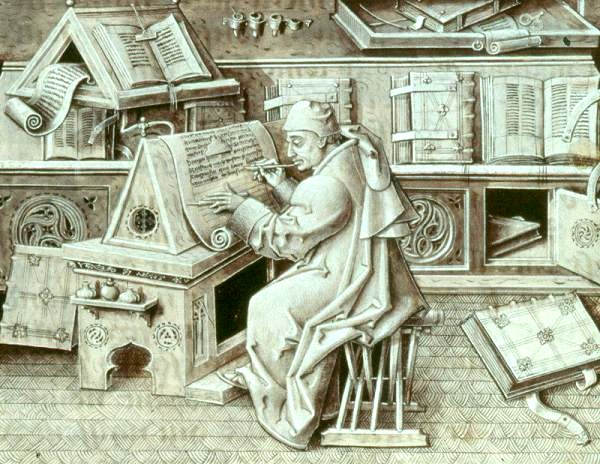
Monje copista en un scriptorium.

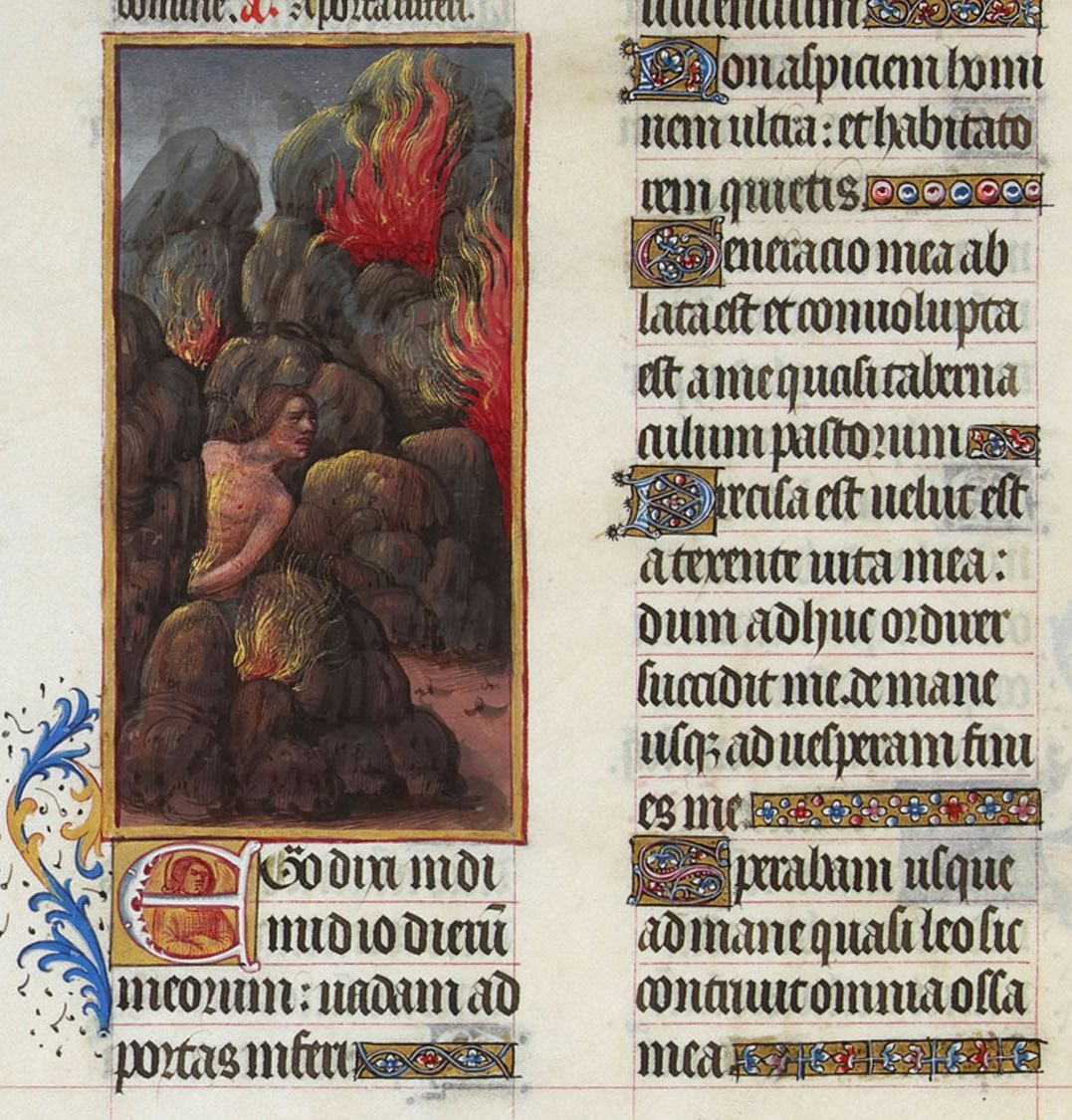
Les Très Riches Heures du duc de Berry: estilo de letra texture.

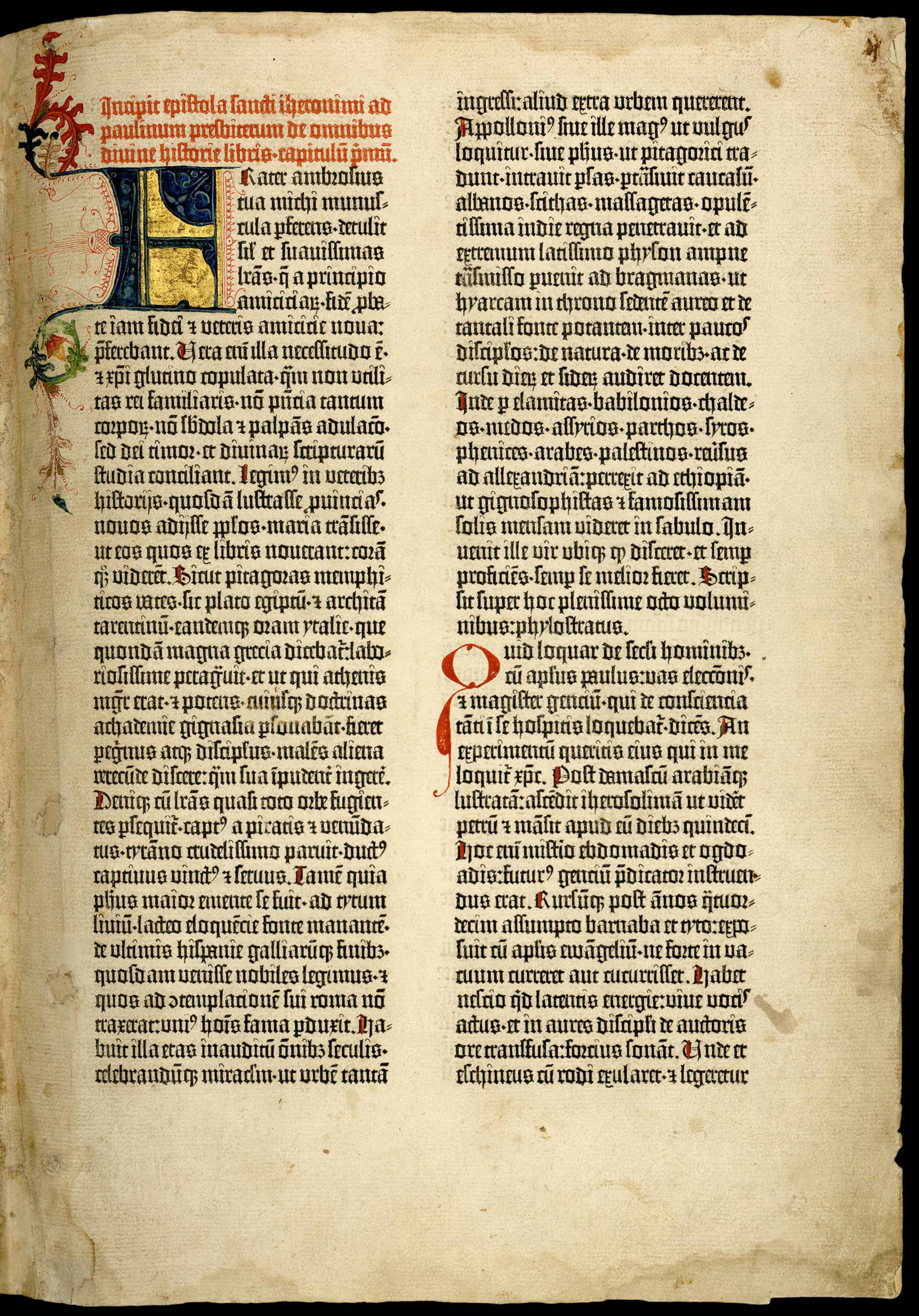
Biblia de 42 líneas de J. Gutenberg (letra texture).

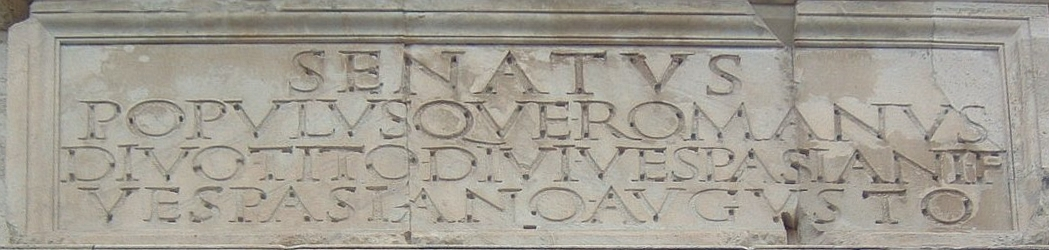
Arco de Tito: Inscripción romana que muestra las capitales que sirvieron de inspiración a los primeros tipógrafos venecianos.

La imprenta en Europa se desarrolló en el auge del Renacimiento; sin embargo, los primeros impresos de Johannes Gutenberg, como la Biblia de 42 líneas, utilizaron un estilo de letra del período gótico que se denominó textura.
Los primeros tipos móviles, inventados por Johann Gutenberg, y el tipo de letra redonda o romana que le siguió en Italia, imitaban el estilo manuscrito de esos países en boga en aquellos momentos.
Aunque se sabe ahora que los chinos ya habían experimentado con tipos móviles de cerámica en el siglo XI, Gutenberg es reconocido como el padre del tipo móvil. Vivió en Maguncia (Alemania) y era orfebre de oficio, pero adquirió los conocimientos técnicos sobre el arte de la impresión. Ya se habían hecho impresiones a partir de bloques de madera tallados a mano muchos años antes.
En 1440 comenzó una serie de experimentos que, diez años después, dieron como resultado la invención de la imprenta a partir de tipos móviles. Utilizó sus conocimientos sobre la tecnología y los materiales existentes —la prensa de tornillo, las tintas a base de aceite y el papel—, pero fue la manufactura de los tipos a la que le dedicó gran parte de sus esfuerzos.
Como orfebre conocía muy bien el modelado, la mezcla y la fundición de metales, lo que le permitió desarrollar un método para fabricar los tipos. Se trataba de grabar cada carácter en relieve de forma inversa sobre un troquel de acero que se incrustaba con un mazo en la terraja (una barra de cobre). La terraja se colocaba en la matriz, un molde maestro para fundir cada letra, según un proceso llamado justificación. Después, la matriz se colocaba en un molde manual ajustable sobre el que se vertía una aleación de plomo y antimonio y, de ese modo, modelaba cada uno de los tipos.
Los frutos visibles de sus trabajos son la Biblia de 42 líneas, en 1445, el libro más antiguo impreso en el mundo occidental, aunque imprimió Indulgencia de Maguncia el año anterior, para el cual utilizó un estilo cursivo de la letra gótica llamada bastarda.
Los primeros tipos de letra redonda que aparecieron en Italia entre los años 1460 y 1470 estaban basados en la escritura manual humanista. Un renovado interés por la minúscula carolingia había provocado un refinamiento en su diseño. El resultado fue el proyecto final para el primer tipo romano.
Después de 1460, el liderazgo en el desarrollo de los tipos móviles pasó de Alemania a Italia, centro artístico del Renacimiento. En 1465, en Subiaco, cerca de Roma, Conrad Sweynheym y Arnold Pennartz, dos alemanes que se habían desplazado a Italia, influidos por el trabajo de Gutenberg, crearon un tipo híbrido, mezcla de características góticas y romanas. En 1467 se trasladaron a Roma y en 1470 habían creado un nuevo conjunto de letras basados en la escritura humanista.
Mientras tanto, en Venecia, en 1469, los hermanos da Spira, crearon otra tipo romano superior al anterior. Pese a ello, en 1470 Nicholas Jenson creó un tipo de letra que superaba a todas las diseñadas en la época en Italia y que siguió perfeccionando. Creó uno nuevo seis años después, conocido como romana de letra blanca, utilizado para la impresión de Nonius Peripatética. Desde entonces, las proporciones de Jenson han servido de inspiración para los diseños de tipos.
A pesar de que el estilo predominante en Italia era el romano, no era el único. Incluso Jenson continuó produciendo libros en letra gótica, al igual que muchos otros. En 1483, como cosa inusual, el alemán Erhard Ratdolt imprimió Eusebius usando la letra gótica y la romana de forma conjunta.
Durante la Edad Media, la cultura del libro giraba en torno a los monasterios cristianos, de los cuales podría decirse que hacían de casas editoriales en el sentido moderno del término. Los libros no eran impresos, sino escritos por monjes especializados en esta tarea que eran llamados copistas. Desarrollaban su trabajo en un lugar que había en la mayoría de los monasterios llamado scriptorium, que contaba con una biblioteca y un salón con una especie de escritorios similares a los atriles de las iglesias de la actualidad. En este lugar, los monjes transcribían los libros de la biblioteca, ya fuera por encargo de un señor feudal o de otro monasterio.
Durante el periodo gótico, Europa retornó paulatinamente a un sistema económico dependiente de las ciudades, y no del campo como fue tradicionalmente durante casi toda la Edad Media. Esto que determinó el nacimiento de los gremios, que dieron paso a una mayor producción de libros. Los libros, generalmente religiosos, eran encargados por patrones que se les otorgaba a un gremio de artistas de libros, los cuales tenían especialistas capacitados en letreros, mayúsculas decorativas, decoración de letras, corrección de galeras y encuadernación. Al ser este un proceso totalmente artesanal, un libro de 200 páginas podía llegar a demorarse de 5 a 6 meses, y se requerían aproximadamente 25 pieles de carnero para hacer la vitela donde se escribía y se ilustraba con témpera de huevo, guache y una primitiva forma de óleo.
Las ciudades que más se fortalecieron durante el periodo gótico fueron las de Europa del norte, como París, Londres y un gran número de ciudades alemanas, que fueron las primeras que adoptaron el sistema gremial. Además, la ciudad determinó el nacimiento de las universidades, lo cual hizo aumentar la demanda de manuscritos y planteó la necesidad de encontrar un nuevo modo de producción de libros, masivo y más económico.

#### Técnicas
El papel llegó a Occidente siguiendo las rutas de las caravanas que venían del Lejano Oriente, en Asia, hacia el mar Mediterráneo, hasta que alcanzó el mundo árabe, y estos, a su vez llevaron el invento a Europa durante las invasiones árabes que llegaron hasta España.
En poco tiempo, aproximadamente hacia mediados del siglo XIV, las primeras fábricas de papel se extendieron desde España a Francia, Italia, Gran Bretaña y Alemania. El mismo camino que tomó el papel también lo hizo la xilografía, otro invento chino. Las primeras manifestaciones de este sistema de impresión se pueden ver en juegos de naipes y en imágenes religiosas. Por ser estos los primeros diseños que se introdujeron en una cultura iletrada, representaron la primera manifestación de la democratización del arte de la imprenta en Europa. Estas imágenes iban cargadas de signos y símbolos que obligaban a una deducción lógica. La xilografía permitió que los libros estuvieran al alcance del común de la gente, la cual, en su mayoría era analfabeta. Por eso, el libro de bloque tenía muy poco texto y muchas ilustraciones, que eran entendidas por cualquier persona, a diferencia del texto, que necesitaba de la alfabetización de la población.
Este sistema, sin embargo, seguía siendo bastante caro, pues llevaba mucho tiempo grabar en la madera cada letra y cada ilustración, lo cual determinó que fueran libros de muy poca extensión, aproximadamente de 30 a 50 folios.
Los primeros libros de bloque se imprimieron con un sello de mano y tinta color sepia o gris, que luego fue reemplazada por la tinta negra. Después de imprimir el texto y las ilustraciones, estas se coloreaban a mano con la misma técnica que se aplicaba en los manuscritos góticos.
Algunos grabadores que hacían libros de bloque, al tratar de simplificar su trabajo, trataron de grabar cada letra independientemente para utilizarla varias veces en diferentes libros, pero al ser la madera un material muy maleable, las letras se deformaban al cabo de pocas impresiones. A mediados del siglo XV, surgió un nuevo invento que recibió diferentes denominaciones, entre las que figuran «sistema de impresión por tipos móviles», «tipografía» e «imprenta».
El primero en realizar un proceso de impresión por tipos móviles de metal en Occidente fue el alemán Johannes Gutenberg, que produjo sus primeros impresos entre los años de 1448 y 1450. Cabe destacar que, aunque el desarrollo de este proceso de impresión es principalmente europeo, se produjo gracias a ciertos cambios ocurridos en la Europa medieval:
- Las invasiones árabes a la península hispánica produjeron el encuentro de dos culturas, cosa que estimuló la producción de ideas en la sociedad medieval europea. Gracias a este encuentro, Europa tuvo los primeros contactos con nuevos modos de pensar que iban ligados a nuevas ciencias como el álgebra, el sistema matemático árabe y nuevos modelos científicos.
- El progresivo intercambio comercial de Europa con el lejano oriente, trajo consigo nuevos materiales e inventos como la brújula, el papel y la tinta, estos dos últimos de suma importancia para el desarrollo de los sistemas de impresión modernos, pues para la época, en Europa, la producción editorial se sustentaba en materias primas como la vitela (piel) y tintes de origen mineral inadecuadas para imprimir sobre papel.
- Al establecerse nuevas rutas comerciales, es casi seguro que hubiesen llegado nuevas técnicas a Europa, como los sistemas de reproducción orientales entre los que se cuentan el grabado y la impresión en serie con bloques de madera, muy similar al sistema de impresión por tipos móviles, pero que no se desarrolló de manera masiva en el lejano oriente debido al sistema de escritura de carácter pictográfico de estas culturas.

Es así como Gutenberg adaptó una prensa, y fundió miles de tipos móviles en metal, los cuales se podían adaptar en la prensa por medio de una caja llamada tipográfica. En la impresión medieval de bloque, se usaba tinta de agua ligera extraída de las agallas del encino, la cual era muy bien absorbida por la madera, pero en el tipo de metal se corría o emborronaba. Para producir una tinta espesa y pegajosa, Gutenberg empleó aceite de linaza hervido, que después coloreado con pigmento de humo. Lo único que se hacía a mano en el impreso tipográfico, era el diseño de la letra capital, y la aplicación de su color.
En los manuscritos iluminados, los libros tenían una generosa cantidad de imágenes que fueron suprimidas paulatinamente de los libros tipográficos por la imposibilidad tecnológica de la época de fundir en metal toda una imagen; debido a que la producción de un manuscrito iluminado era sumamente costosa, la impresión de bloque y tipográfica, permitió abaratar estos costos, logrando así que la escritura, al igual que la información se difundiera y produjera cambios de pensamiento en Europa, los cuales traerían reformas, contrarreformas y revoluciones.

#### Las primeras familias tipográficas romanas, clásicas o con serifa

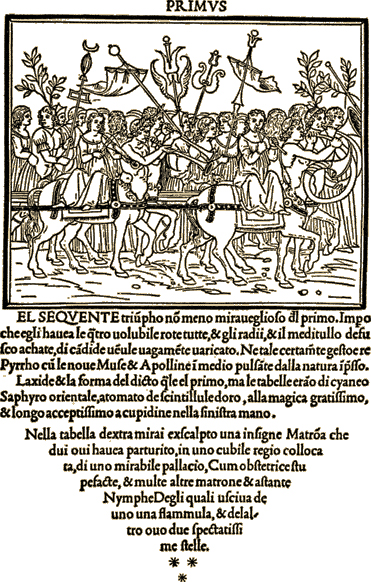
El Hypnerotomachia Poliphili de Francesco Colonna, libro impreso con tipo de letra clásico o romano por Aldo Manucio en 1499.

Hacia 1500, el invento de Gutenberg había tenido tan amplia difusión, que en Europa ya existían aproximadamente 1100 imprentas funcionando. En los países germanos el estilo de letra más usado era la fraktur (aunque el tipo utilizado en la primera Biblia de Gutenberg fue «textura»). A diferencia de Alemania, en el sur de Europa la costumbre en la Edad Media era utilizar la minúscula carolingia junto a las mayúsculas cuadradas romanas adaptadas de las inscripciones que se encontraban en las ruinas del Imperio romano, como la Columna de Trajano; por tal razón, este estilo de escritura, sirvió de modelo a los primeros impresores italianos, para crear las familias tipográficas clásicas o con serifas (también llamados "gavilanes" o "remates"). El primer tipo de letra con serifas apareció en el año de 1465, más tarde, tipógrafos e impresores de la talla de Nicolas Jenson y Aldo Manucio perfeccionaron estas primeras fundiciones, volviéndolas más estilizadas y refinadas además de incluir un nuevo estilo de letra que se llamó «bastardilla», el cual fue tomado de la caligrafía cancilleresca de la época; actualmente a este estilo de letra se le llama «itálica» (por el país de procedencia) o «cursiva», y es utilizado para resaltar en un texto palabras escogidas por el editor, extranjerismos y citas.
A estos primeros tipos romanos, clásicos o con serifa, se les dio el nombre de estilo veneciano, pues las principales imprentas italianas que los producían se habían establecido en la ciudad de Venecia.
En Francia, cabe destacar al tipógrafo e impresor Claude Garamond, que creó entre las décadas de 1530 y 1550 una familia tipográfica francesa basada en el estilo veneciano, que con el tiempo se convirtió en el estándar de su época y otras posteriores.

### Industrialización,sigloXIX: linotipia y monotipia
Durante la industrialización se realizaron mejoras en casi todos las tareas relacionados con la tipografía: en el diseño de tipos Linn Boyd Benton patenta en 1885 el grabador pantográfico para la realización de matrices y punzones; en la composición se inventaron dos máquinas componedoras, la monotipia en 1886, donde cada letra del molde se funde en relieve por separado, y la linotipia en 1887, donde se funde cada línea entera por separado (de ahí su nombre), y al acabar la impresión cada línea se vuelve a fundir para crear nuevas líneas.
Los movimientos artísticos están íntimamente relacionados con la tipografía y su diseño son: futurismo, dadaísmo, constructivismo ruso, movimiento De Stijl y suprematismo.

### Fotocomposición
Tras la Segunda Guerra Mundial se dieron los primeros pasos en la realización de máquinas que permitieran sustituir a las componedoras mecánicas por sistemas fotográficos, pero no fue hasta 1956 cuando se comercializó la primera máquina fotocomponedora que mejoraba a las tradicionales linotipia y monotipia.
En la década de 1960 con el uso de tubos de rayos catódicos se consiguió un aumento en la productividad y tuvo un gran impacto en la industria gráfica.

### Era digital: TeX, PostScript, autoedición
PostScript es un lenguaje que codifica la información descriptiva, independientemente de la resolución o el sistema.

## Características de los tipos
- Elementos tipográficos: Á á É é Í í Ó ó Ú ú Ü ü Ñ ñ • ¡¿ «» - † º ª • Â Å â Ĉ ĉ Ê ê Ŝ ŝ • Č č Ć ć Đ đ Š š Ž ž • Ä ä Ë ë Ö ö Ü ü • Ç ç • Ā ā å Ē ē Ī ī Ō ō Ū ū • ß • Ð ð Þ þ • Æ æ Œ œ • – — • ~ | ° § → • ≈ ± − × ¹ ² ³ • ‘ “ ’ ” • £ € • Α α Β β Γ γ Δ δ • Ε ε Ζ ζ Η η Θ θ • Ι ι Κ κ Λ λ Μ μ • Ν ν Ξ ξ Ο ο Π π • Ρ ρ Σ σ ς Τ τ Υ υ • Φ φ Χ χ Ψ ψ Ω ω ø Ø

### Anatomía de la letra
Partes que componen un tipo:
- Altura de las mayúsculas: es la altura de las letras de caja alta.
- Altura de la x: altura de las letras de caja baja, las letras minúsculas, excluyendo los ascendentes y los descendentes.
- Anillo: es el asta curva cerrada que forman las letras «b, p y o».
- Ascendente: asta que contiene la letra de caja baja y que sobresale por encima de la altura x, tales como las letras «b, d y k».
- Asta: rasgo principal de la letra que la define como su forma o parte más esencial.
- Astas montantes: son las astas principales u oblicuas de una letra, tales como en «L, B, V o A».
- Asta ondulada o espina: es el rasgo principal de la letra «S» mayúscula o «s» minúscula.
- Asta transversal: rasgo horizontal de las letras «A, H, f y t».
- Brazo: parte terminal que se proyecta horizontalmente o hacia arriba y que no se encuentra incluida dentro del carácter, tal como se pronuncia en las letras «E, K y L».
- Cola: asta oblicua colgante que forman algunas letras, tales como en la «R o K».
- Descendente: asta de la letra de caja baja que se encuentra por debajo de la línea de base, como ocurre con las letras «p y g».
- Inclinación: ángulo de inclinación de un tipo.
- Línea base: la línea sobre la que se apoya la altura.
- Oreja: terminación o terminal que se añade a algunas letras, tales como «g, o y r».
- Rebaba: espacio que existe entre el carácter y el borde del mismo.
- Serifa, remate o gracia: es el trazo o termina de un asta, brazo o cola.

## Clasificación de los tipos
Los tipos de letra se clasifican a través de estilos por su forma y también por el momento en el que fueron diseñadas.

### Clasificación histórica
Los primeros tipos móviles creados por Johannes Gutenberg, imitaban la escritura manuscrita de la Edad media. Por esta razón no es de extrañar, que los primeros tipos que comenzaron a fundirse fueran la letra gótica o fraktur en Alemania y la humanística o romana (también llamada Veneciana) en Italia. La evolución del diseño tipográfico ha permitido establecer una clasificación de los tipos de letra por estilos generalmente vinculados con las épocas en las que fueron creadas las familias tipográficas.
Humanístico o venecianoSe conoce con este nombre a aquellos primeros tipos creados en Italia, poco después de ser inventada la imprenta; imitaban la caligrafía italiana de la época. Así mismo se llaman humanísticas aquellas fundiciones que sin ser de esta época (siglo XV) están inspiradas en ellas. Se crea en las afueras de la ciudad de Venecia, Mestre. Generando gran controversia sobre el origen exacto de este tipo de caligrafía.
El tipo sans serif está basado en las proporciones de las romanas. Las mayúsculas inscripcionales y el diseño de caja baja de las romanas de los siglos XV–XVI. No son monolíneas y son una versión de la romana pero sin serifas. Algunos ejemplos de estos tipos: Gill Sans, Stone Sans, Optima.
Edward Johston, calígrafo de la época, con su creación en el tipo de Palo Seco para el Metro de Londres en 1916 significó un gran paso en lo referente a las características habituales hasta entonces presentes en estos tipos.
Antiguos o romanosHistóricamente se denominan tipos antiguos a los que empleó Aldo Manucio en su imprenta veneciana a partir de 1495 y todos aquellos que se han confeccionado después pero tienen influencia de estos o son adaptaciones posteriores. Al igual que las familias tipográficas humanísticas, tienen una gran influencia caligráfica pero son más refinados, debido a que los talladores de matrices habían adquirido más destreza en la confección de las piezas tipográficas.
De transición o realesSon del siglo XVII pertenecientes a la primera Revolución Industrial (Inglaterra).
La característica principal de estas es que, en una misma línea entran varios caracteres, el ápice es en forma de gota, y las minúsculas son más altas que en el caso de las humanistas y garaldas.
Estas formas características corresponden, también, a que son utilizadas en el famoso diario TIMES (en el cual utilizan el tipo de letra Times New Roman creada por Morrison). Las letras angostas y altas logran una buena visualización para el lector y en una misma línea entran varios caracteres, esto les serviría para poder acomodar perfectamente la información.
ModernosEn 1784 Firmín Didot creó el primer tipo moderno. Este poseía caracteres formales tales como una profunda modulación y contraste entre los trazos y unos remates nítidos que en otra época no hubiesen podido tallar. Este estilo fue mejorado con la creación del italiano Bodoni y fue empleado como texto corrido hasta principios del siglo XIX.
Egipcios o MecánicosSon aquellos de grandes remates se apartan de los rasgos tradicionales como los caligráficos. También llamadas mecanas, exageran los remates de las modernas produciendo un impactante aspecto, descubriendo trazos más firmes. Los contrastes del trazo son variantes, los tipos mecánicos se caracterizan por su estructura monolineal y rasgos achatados, también se perciben formas geométricas simplificadas y en general de un solo espesor en el trazo, el serif es casi del mismo grosor que los bastones de las letras. Surgieron a partir de la industrialización a finales del siglo XVIII y principios del XIX. Ejemplos: Serifa, Rockwell, Clarendon.
Palo seco o sans serifAquellos que no disponen de remates. No se podría establecer una fecha en la que aparezcan los primeros puesto que en algunos catálogos aparecían letras de caja alta sin remates ya en el XIX.

### Clasificación por forma (serif/sans-serif)

Ejemplo de un tipo de letra de palo seco o sans-serif.

Una forma de clasificar las letras es según tengan o no «serifas». Se entiende por serifas, o remates, las pequeñas líneas que se encuentran en las terminaciones de las letras, principalmente en los trazos verticales o diagonales. La utilidad de las serifas es facilitar la lectura, ya que estas crean en el ojo la ilusión de una línea horizontal por la que se desplaza la vista al leer.
Las letras sin serifas o de palo seco, son aquellas que no llevan ningún tipo de terminación; por lo general son consideradas inadecuadas para un texto largo ya que la lectura resulta incómoda pues existe una tendencia visual a identificar este tipo de letras como una sucesión de palos verticales consecutivos.
Por esta razón, las letras con serifas (llamadas también romanas) se utilizan en los periódicos, revistas y libros, así como en publicaciones que contienen textos extensos.
Las letras sin serifas o palo seco son usadas para visualización en titulares, rótulos, anuncios y publicaciones con textos cortos de estilo valiante. Ante la aparición de los medios electrónicos, las letras de palo seco se han convertido también en el estándar para la edición en la web y los formatos electrónicos ya que por la baja resolución de los monitores las serifas terminan distorsionando el tipo. Esto se debe a que las curvas pequeñas son muy difíciles de reproducir en los píxeles de la pantalla.

### Monoespaciados/ajustados
También podemos clasificarlos dependiendo de su uso de una manera más coloquial como lo usan actualmente los tipografos en máquina de tipografía con Heidelberg de Aspas o Minerva.

### Los que imprimen
Son las letras o tipos, orlas, signos, números…, en definitiva, todos los caracteres que se pueden imprimir.

### Los Blancos
Son piezas de altura inferior a los tipos y se utilizan para crear interlineados, entre palabras, espacios, lingotes o imposiciones.

## Tipometría: medidas tipográficas
Se llama tipometría al área de la Tipografía que tiene por objetivo la medición de los signos tipográficos y sus espacios. Tradicionalmente su definición correspondía la medición de los tipos de metal usados en la composición tipográfica manual que se realizaba mediante letras de metal tipográfico. Por extensión, se utiliza en la actualidad para medir todo lo relacionado con la tipografía, aunque ésta sea en soporte digital o su impronta en papel.
Esta forma de medida se basa en los antiguos sistemas de medida duodecimales, pero que en función de la zona geográfica o histórica toman como referencia de partida medidas diferentes. Tradicionalmente, las medidas de los tipos de metal y de los documentos tipográficos se realizaban con la ayuda de una herramienta llamada tipómetro, pero hoy en día la mayoría de las medidas para la impresión se realizan en preimpresión, directamente en el ordenador.
Actualmente, la unidad de medición más utilizada en Tipografía es el punto PostScript, también llamado Punto DTP (Digital Technology Point).
Hasta el surgimiento de la tipografía digital, el sistema más utilizado era el llamado punto anglo-americano, basado en la pulgada anglosajona (2,54 mm).
La unidad mínima se conoce por punto, y en el caso del sistema anglo-americano, equivale a 0,351 milímetros.
Cada 12 puntos se establece la unidad de medida conocida como pica, mientras que cada 12 puntos Didot se establece la unidad conocida como cícero.

## Métrica
La mayoría de las escrituras comparte la noción de una línea de base: una línea horizontal imaginaria sobre la cual se apoyan los caracteres. En algunas escrituras, hay partes de los glifos que van por debajo de la línea de base pendiente que atraviesa la distancia entre la línea de fondo y el glifo descendiente más bajo de un tipo de letra, y la parte de un glifo que desciende debajo de la línea de fondo tiene el conocido descendiente. Inversamente, subida atraviesa la distancia entre la línea de fondo y la tapa del glifo que alcanza lo más lejos posible de la línea de fondo. La subida y la pendiente pueden o no pueden incluir la distancia agregada por acentos o marcas diacríticas.
En las escrituras latina, griega y cirílica (designadas a veces colectivamente como LGC) se pueden referir a la distancia de la parte inferior a la superior de los glifos, de las minúsculas (línea mala) como x-altura, y la parte de un glifo que se levanta sobre la x-altura como ascendiente. La distancia de la línea de fondo a la tapa de la subida o los glifos mayúsculos regulares (línea del casquillo) también se conoce como la altura del casquillo. La altura del ascender puede tener un efecto dramático en la legibilidad y el aspecto de una fundición. El cociente entre la x-altura y la altura de la subida o del casquillo sirve a menudo para su caracterización. Para medir la altura de las letras se usa el tipómetro que es una regla graduada donde por un lado aparecen los centímetros y milímetros, y por otro los cíceros y puntos.

## Elementos tipográficos

### Justificación o alineación
Justificar o alinear un texto es la manera de acomodar las líneas en la caja. Es decir, es la manera en que se alinean entre sí, apoyándose en un lado, al centro o consiguiendo una forma caprichosa. Tomando en cuenta que la palabra "caja" apela al antiguo método de acomodar tipos (letras) en un recipiente de madera para conformar columnas, podemos imaginar claramente las líneas apoyadas a la izquierda en una columna, por ejemplo.
Los nombres que se dan a las formas de justificar un texto varían ocasionalmente entre los diferentes países, pero podemos decir que los más usuales son:
- En block, bloque o cajón, que son aquellas en las que las líneas van de lado a lado en una columna.
- Alineadas o Locas a la izquierda, las que se apoyan a la izquierda sin el requisito de llegar hasta el final de la columna.
- Alineadas o Locas a la derecha.
- En piña o Alineadas al centro, siendo las que se centran una bajo la otra.

En la actualidad, las columnas de texto se aplican también en formas caprichosas ya sea siguiendo el contorno de una figura o creando una figura con ellas mismas. La creatividad ha desarrollado retratos formados con el texto de la biografía del personaje y un sinfín de aplicaciones se ven comúnmente en deformaciones legibles o prácticamente ilegibles, buscando atraer la atención del observador. Justificar es entonces, simplemente dar un formato cualquiera al texto en cuestión.

### Espaciado (tracking)
El espaciado o tracking se refiere al espacio que existe entre cada par de palabras en un texto en relación con el cuadratín o ancho y alto del cuerpo usado.

### Ancho o grueso
Una segunda forma de clasificar las letras es según el ancho o grueso, es decir, el espacio que ocupa horizontalmente cada letra. Desde los comienzos de la escritura y la caligrafía y por supuesto de la tipografía, los primeros maestros notaron que no todas las letras eran iguales en su ancho y por tal razón, el espacio entre cada una de ellas debería variar para que la lectura fuese fluida y equilibrada. Al contrario de este razonamiento, las letras de las máquinas de escribir ocupaban cada una el mismo espacio, de manera que en el texto se veían espacios distintos entre ellas. Teniendo en cuenta que no todas las letras tienen el mismo ancho: Una «m» ocupaba todo el espacio, mientras que una «i» ocupaba mucho menos. Si en el texto aparecían seguidas una «i» y una «l», el espacio entre ambas era muy grande, mientras que si aparecían seguidas una «m» y una «o» el espacio era muy reducido. De todo ello resultaba una considerable incomodidad de la lectura y, por ejemplo, en el caso de titulares o rótulos.
A continuación se muestra un ejemplo de cada uno de los dos tipos de letras:
- Lorem ipsum con Arial (letra compensada):

Lorem ipsum dolor sit amet, consectetur adipisicing elit, sed do eiusmod tempor incididunt ut labore et dolore magna aliqua.
- Lorem ipsum con Courier New[12] (letra no compensada):

Lorem ipsum dolor sit amet, consectetur adipisicing elit, sed do eiusmod tempor incididunt ut labore et dolore magna aliqua.

### Interlineado
Como lo dice la palabra, el interlineado es la separación existente que hay entre líneas. Se mide en puntos.

## Tipografía digital
Los procesadores de textos de los ordenadores actuales disponen de una amplia gama de tipos —también llamados incorrectamente, por influencia del inglés, fuente—, tanto de un tipo como de otro.
La letra Times New Roman fue diseñada originalmente para el periódico inglés The Times. Mediante este tipo de letra se conseguía una gran legibilidad y un excelente aprovechamiento del espacio, por lo que en seguida se generalizó su uso en los medios impresos y, sobre todo, en la prensa. La gran popularidad de la Times New Roman es un punto a su favor para su utilización incluso en medios electrónicos, pero para textos largos en formato electrónico puede producir fatiga, precisamente porque la forma en la que el ojo percibe los bordes en este formato es justo lo contrario que en el papel ya que por la poca resolución de los monitores, las serifas terminan distorsionando el contorno del glifo. Esto se debe a que las curvas pequeñas son muy difíciles de reproducir en los píxeles de la pantalla. Obviamente, la separación entre líneas también influye en la legibilidad de un texto electrónico. Para cartas y correos electrónicos ambos tipos de letras son apropiados, mientras que para informes y contratos (por lo general, largos) son más indicadas las letras con serifa.

### Tipografía para web
Es posible afirmar que todos los tipos cuyo diseño es igual o similar a los tipos clásicos latinos (romanos) son los que ofrecen la mejor legibilidad. Hasta el momento el tipo que ofrece la máxima legibilidad en documentos impresos es la Times New Roman diseñado por Stanley Morison en 1932 para ser usado especialmente para el periódico londinense The Times.
Sin embargo para la red hay quienes consideran que una de las mejores familias tipográficas es la Verdana, porque no cuenta con serifas que se distorsionen, por lo cual es una de las legibles incluso a tamaños ínfimos en los monitores.

### Tipos de letra informáticos
Los principales formatos usados para tipos de letra en informática son: PS, True type y OpenType.

### Enseñanza
Se sabe poco sobre el efecto de la tipografía en el aprendizaje, aunque sí se documentan preferencias subjetivas por ciertas letras, tanto en tamaño como en color. Estas características influyen en la comodidad al estudiar.

### Estudios en España e Hispanoamérica
- Escuela Superior de Diseño en Madrid, España.
- MT-UBA, Maestría en Tipografía. Universidad de Buenos Aires, Argentina.
- Diplomado en Diseño y Producción Tipográfica. Ciudad de México, México.

### El efecto de la tipografía y la presentación de los párrafos en el aprendizaje a distancia: un caso de estudio en Costa Rica[16]
Una investigación publicada en la revista científica Cuadernos de Investigación UNED examinó el impacto de la tipografía y la presentación de los párrafos en los libros de texto impresos sobre el aprendizaje a distancia en personas adultas. El estudio se llevó a cabo en el año 2008 con una muestra de 169 estudiantes (67 % mujeres) seleccionados aleatoriamente de una población de 2.692 estudiantes del curso introductorio de la Universidad Estatal a Distancia (UNED), en San José, Costa Rica. 
La investigación evaluó el efecto de dos tratamientos (variaciones en la presentación de los párrafos y el tipo de tipografía) en comparación con un texto de control. Los participantes recibieron materiales con contenido nuevo y, tras un período de 15 días para su estudio, se les aplicó un examen escrito y una encuesta ilustrada para conocer sus preferencias respecto a la presentación del texto.
Los resultados indicaron que ni la tipografía ni la forma de presentación de los párrafos, ni el sexo de los estudiantes, tuvieron un efecto significativo sobre el rendimiento académico medido por el examen. No obstante, las preferencias subjetivas reflejadas en la encuesta mostraron una inclinación hacia la fuente Arial en tamaño 12 puntos, espaciado normal entre letras, interlineado sencillo, numeración de páginas en los márgenes, fondo blanco para el texto, títulos y palabras clave en negrita, inclusión de subtítulos, resúmenes, espacio para anotaciones manuscritas e imágenes a color.
Aunque no se encontró un impacto directo en el aprendizaje, el estudio concluyó que la presentación tipográfica influye en la comodidad del estudio. Se sugiere replicar la investigación en contextos diversos, con estudiantes de diferentes edades, niveles académicos y universidades, para valorar la posibilidad de generalizar los hallazgos.